# James Stewart, 1. Earl of Moray

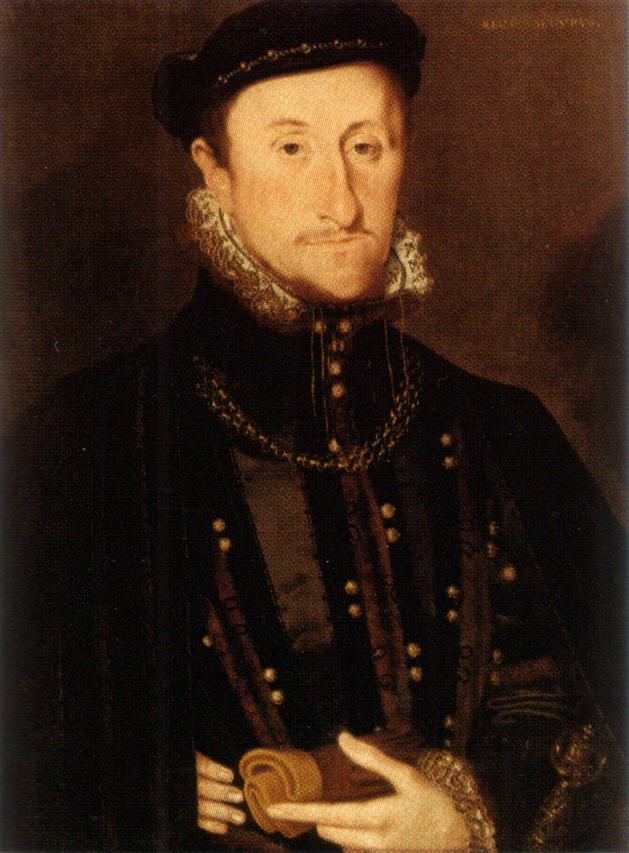
James Stewart, Earl of Moray (1561)

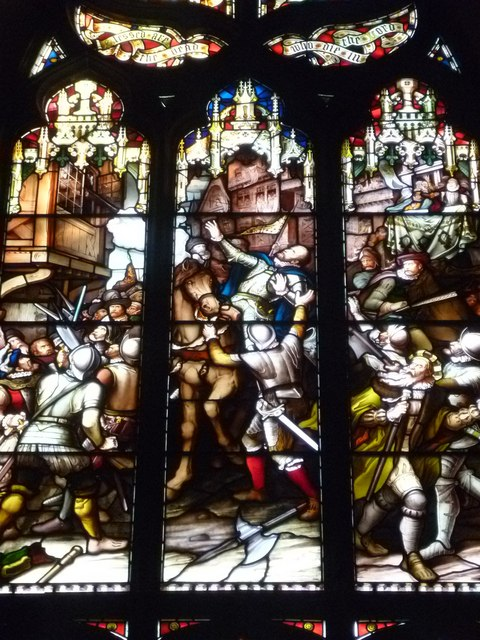
Die Ermordung Stewarts, dargestellt auf einem viktorianischen Bleiglasfenster in der St. Giles Kirk in Edinburgh, entstanden in den 1880er Jahren

James Stewart, 1. Earl of Moray (* 1531; † 23. Januar 1570 in Linlithgow) war ein schottischer Peer. Er war der zweitälteste der zahlreichen illegitimen Söhne Jakobs V., König von Schottland; seine Mutter war Margaret Erskine. Von 1567 bis zu seiner Ermordung war der frühere Berater der Königin Maria Stuart Regent von Schottland für seinen Neffen Jakob VI.

## Leben
James Stewart entwickelte sich zu einem der Häupter der Protestanten, deren Revolte 1560 zur schottischen Reformation führte. Nachdem er seine Halbschwester Königin Maria von Schottland 1561 aus Frankreich nach Schottland zurückgebracht hatte, begann er tatkräftig deren Recht an der Teilnahme der Messe in ihrer Privatkapelle zu verteidigen, was zu Missstimmungen mit John Knox, dem Anführer der reformatorischen Bewegung, führte.
1562 schlug er die Revolte von George Gordon, Earl of Huntly, dem bedeutendsten katholischen Magnaten Schottlands, nieder. Dieser fiel in der Schlacht, und infolge seines loyalen Verhaltens wurde Stewart mit den Titeln Earl of Mar und Earl of Moray belehnt. Bis zu Marias Hochzeit 1565 mit Henry Lord Darnley blieb er der Hauptberater der Königin. Die Hochzeit, von ihm und der Familie Hamilton ausgeklügelt, entwickelte sich zum politischen Fehlschlag und Moray floh nach England.
Am Tag der Ermordung von Königin Marias italienischem Sekretär David Rizzio kehrte er nach Edinburgh zurück und wurde rehabilitiert. Wegen seiner Kenntnisse um die Verschwörung zur Ermordung Darnleys blieb er aber wieder von politischen Aktivitäten fern. Als Maria im Loch Leven Castle gefangengesetzt wurde, hielt er sich in Frankreich auf.
Im August 1567 kehrte er zurück und übernahm nach der Abdankung Marias die Regentschaft für ihren minderjährigen Sohn Jakob VI., die sich, durch den anhaltenden Bürgerkrieg im Land, als äußerst schwierig erwies. Trotz der ersten protestantischen Regierung in Schottland erhielt die reformierte Kirche kaum Unterstützung.
Am 23. Januar 1570 wurde Moray in Linlithgow von James Hamilton of Bothwellhaugh, Unterstützer der vorigen Königin Maria, im Vorbeireiten aus dem Hinterhalt mit einer Arkebuse beschossen. Dabei wurde er so schwer verletzt, dass er starb. James Stewart ist das erste dokumentierte Attentatsopfer der Welt, das mittels einer Feuerwaffe zu Tode kam.

## Nachkommen
James Stewart war seit 1562 verheiratet mit Lady Agnes Keith († 1588), Tochter des William Keith, 3. Earl Marischal, mit der er drei Töchter hatte:
- Annabell Stewart († vor 1572)
- Elizabeth Stewart, 2. Countess of Moray († 1591), ⚭ 1581 James Stewart, 2. Lord Doune
- Margaret Stewart († 1589), ⚭ Francis Hay, 9. Earl of Erroll